# إجراءات لبية تجددية

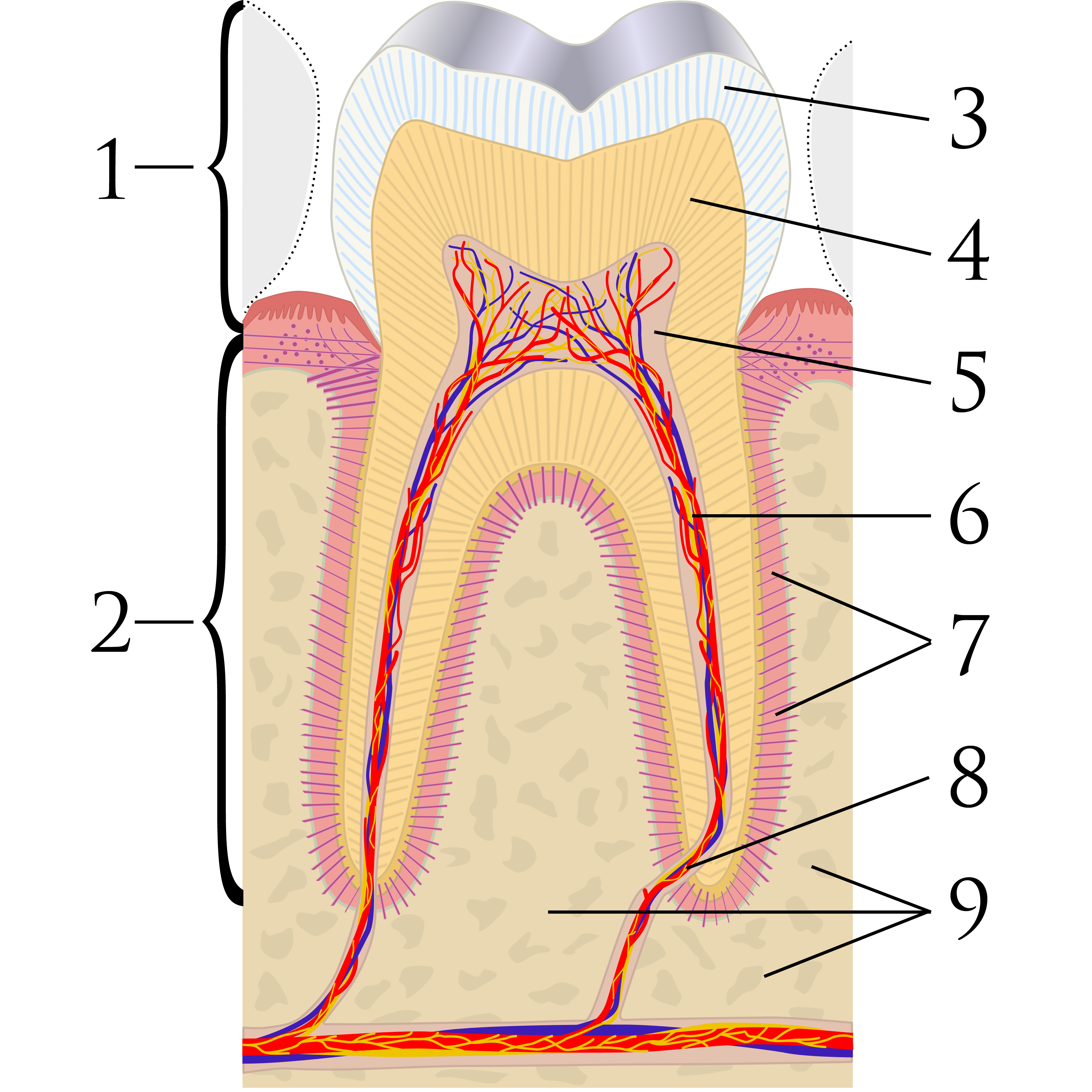

الإجراءات اللبية التجددية (آر إي بّي إس)، هي إجراءات قائمة على أساس بيولوجي ومُصممة من أجل استبدال الأنسجة التالفة كالعاج، وأنسجة الجذر، وخلايا المركب اللبي-العاجي مثلًا. تهدف طريقة العلاج الجديدة هذه إلى تعزيز الوظيفة الطبيعية للب، إذ أصبحت بديلًا لعلاج التهاب النسج الداعمة الذروي. الاجراءات اللبية التجددية هي امتداد لعلاج قناة الجذر. ينظف العلاج التقليدي قناة الجذر ويملأ حجرة اللب بمواد خاملة بيولوجيًا بعد تخرب اللب بسبب تسوس الأسنان أو التشوه الخلقي أو الرضوض. تسعى الإجراءات اللبية التجددية بدلًا من ذلك إلى استبدال الأنسجة الحية في حجرة اللب. الهدف النهائي من (آر إي بّي إس) هو تجديد الأنسجة والوظيفة الطبيعية للمركب اللبي العاجي.
قبل إدخال طريقة العلاج هذه، استخدمت إجراءات تحفيز انغلاق ذروة الجذر باستخدام إما وضع فوري لثلاثي الأكاسيد المعدنية (إم تي أيه) وسد الذروة به أو العلاج باستخدام هيدروكسيد الكالسيوم طويل الأجل من أجل علاج الأسنان الدائمة غير مكتملة النمو. على الرغم من حل هذه العلاجات لعلامات وأعراض المرض غالبًا، لكنها لم تقدم فائدة تذكر في استمرار نمو الجذور. إذ أُعيق اكتمال نمو الجذور بسبب ردة فعل اللب الطبيعي والدفاع المناعي الذي يعيق الانغلاق الذروي أيضًا.
تُحفز خلايا الجسم الموجودة بغرض إعادة نمو الأنسجة الأصلية في المنطقة أو المواد النشطة بيولوجيًا والموجودة في حجرة اللب من أجل استبدال الأنسجة الحية. يشتمل ذلك على العلاج بالخلايا الجذعية، وعوامل النمو، والمورفوجين، وسقالات الأنسجة وأنظمة التحفيز النشطة بيولوجيًا.
ترتبط الإجراءات السريرية (انغلاق الذروة والتولد الذروي) ارتباطًا وثيقًا بمجال الإجراءات اللبية التجددية. عندما يتموت اللب السني للأسنان الدائمة الآخذة بالنمو، تتوقف عملية تشكل الجذر تاركة ذروة مفتوحة للأسنان. إن محاولة إكمال معالجة قناة الجذر على سن ما مع وجود ذروة مفتوحة أمر صعب من الناحية التقنية بالإضافة إلى صعوبة التكهن ببقاء الأسنان على المدى الطويل.
التولد الذروي، (الذي يمكن استخدامه عندما يكون اللب مصابًا ولكن ليس منخورًا) يترك ثلث اللب السني في السن ما يسمح للجذر بإكمال التشكل. يحفز انغلاق الذروة الخلايا في المنطقة المحيطة بالأسنان من أجل تكوين مادة تشبه العاج على قمة (ذروة) الجذر. يحسن كلا الإجراءين من معدل بقاء الأسنان على المدى الطويل.
يمكن إعادة تنشيط اللب النخر والذروة المفتوحة بالفيبرين الغني بالصفائح الدموية.

## تاريخيًا
وضع الدكتور أوستبي أسس الإجراءات اللبية التجددية في أوائل الستينيات. افترض تعزيز وجود خثرة دموية داخل قناة الجذر لشفاء اللب، وبالتالي الحفاظ على حيوية اللب. يمكن أن يكون هذا مشابهًا تمامًا لدور الخثرة الدموية في عملية الشفاء في بعض الإصابات الأخرى. من أجل إثبات هذه الفرضية، تلقت الأسنان الناضجة المشخصة بأمراض اللب تنضيرًا لبيًا متبوعًا بتوسيع للثقبة الذروية. وُضع الضماد الدوائي وحُفز النزف داخل القناة. وضع الكلوروبيركا التاجي فوق خثرة الدم. هدفت هذه الدراسة إلى تقييم دور خثرة الدم الذروية في شفاء التهاب النسج الداعمة الذروي وإصلاح اللب.
جرت متابعة المرضى من فترة 17 يوم إلى 3.5 سنة ثم قُلعت الأسنان المعالجة. فُحصت الأنسجة المتشكلة حديثًا. لوحظ انحلال أعراض الالتهاب المتعلقة بتوسيع الثقبة والإفراط في استخدام الأدوات في وقت مبكر من 17 يومًا. توضح حل التهاب النسج الداعمة الذروي وعلامات وأعراض الالتهاب والأدلة الشعاعية لاستمرار نمو الجذور والتضيق الذروي في جميع الأسنان.
نسيجيًا، لوحظ تدفق الأنسجة الضامة في مساحة القناة. تحددت مستويات مختلفة من الأنسجة المعدنية على طول جدران القناة. عُثر على الأنسجة المعدنية باعتبارها جزءًا لا يتجزأ من الأنسجة المشكلة حديثا. كان لب الأسنان غنيًا بالألياف الليفية، ما أدى إلى اعتبارها نتيجة واعدة. كان من المهم وجود خلايا الأرومة المكونة للعاج من أجل المساعدة في التئام اللب، لكن هذه الخلايا لم توجد في تلك الدراسة الرائدة. من ناحية أخرى، عُثر على أنواع من الخلايا غير المرغوب فيها مثل الخلايا المصنعة للملاط ضمن الأنسجة. على الرغم من أوجه القصور، فقد أنشأت هذه الدراسة أساسًا قويًا في مجال علاج الجذور.
اعتمد التوسع في مجال الإجراءات اللبية التجددية أيضًا على مساهمة الدراسات المهمة في رضوض الأسنان. ثبت حفظ حيوية اللب في الأسنان غير الناضجة الخالية من علامات المرض وأعراضه على الرغم من إصابتها بالرضوض المؤلمة مثل التسرب والانخلاع. ونتج النجاح السريري عن إعادة إمداد الدم إلى أنسجة لب الأسنان غير النخرة. يجب بعد ذلك اتباع إعادة التعصيب من المحاور الحسية ومن المرجح أن تُستعمل المحاور من المنطقة الذروية.
حدثت عام 2011 اكتشافات مهمة في مجال الإجراءات اللبية التجددية. اكتشف الباحثون تزامن تدفق الدم في المنطقة الذروة إلى القنوات المطهرة مع نقل الخلايا الجذعية الوسيطة المهمة سريريًا في نظام قناة الجذر. ثبت أن هذه الإجراءات كانت في الواقع إجراءات معتمدة على الخلايا الجذعية.

## مسببات التموت اللبي
تُعد الرضوض السبب الأكثر شيوعًا لتموت اللب في الأسنان الدائمة غير الناضجة. يعاني ما يصل إلى 35% من الأطفال المتراوحة أعمارهم بين 7 و15 عامًا من إصابات أسنان راضة قبل اكتمال نمو جذر أسنانهم الدائمة. من المرجح تشخيص نصف الأسنان المرضوضة بتموت اللب مع زيادة حدوثه في الأسنان التي تعاني من إصابات خطيرة مثل الانخلاع الكامل والإصابات المركبة. يمكن أن يتلف غمد هيرتفغ البشروي (إتش إي آر إس) عندما تصاب الأسنان الآخذة بالنمو. ثبت أن غمد هيرتفغ البشروي ضروري من أجل تشكل الجذر ونضجه بسبب توجيهه تكاثر وتمايز الخلايا الجذعية متعددة القدرات.
كان وجود الانغماد السني أو الحديبة المركزية (البروز السني) ثاني أكثر المسببات شيوعًا لتموت اللب في الأسنان غير الناضجة. كانت الحديبة المركزية أكثر شيوعًا بين هذه الحالات الشاذة السنية. وينظر إليها في الفحص السريري والتصوير الشعاعي باعتبارها سببًا إضافييًا، وعادة ما توجد في طاولة إطباق الضاحك السفلي. أُبلغ عن وجود الحديبة المركزية عند ما يصل إلى 6% من السكان، مع حدوث أكبر في مجموعات عرقية معينة. الانغماد السني هو شذوذ نادر في الأسنان حيث يوجد اندخالات من المينا ضمن العاج.
يمكن أن يؤدي وجود الحديبة المركزية إلى نخر اللب السريع عندما يكون هناك رض إطباقي مستمر. في كل من الانغماد السني أو الحديبة المركزية، يؤدي التعرض المباشر لللب إلى البيئة الفموية في النهاية إلى التهاب وإصابة اللب.

## المشاكل السريرية
يعد تشكل الذروة عملية متعددة وطويلة بعد البزوغ. يحتاج السن إلى 3 سنوات بعد البزوغ من أجل إكمال تشكله ونهاية نموه وانغلاق ذروته.
يمكن أن يكون الفقد المبكر للأسنان الدائمة غير الناضجة ضارًا، ما يؤدي إلى فقدان الوظيفة وتداخل المخرجات الصوتية. قد يتغير نمو عظام الفكين والفكين، خاصة عندما يكون المريض ما يزال في طور النمو. يمكن أن تتأثر الصحة النفسية الاجتماعية للمريض بشدة. ويمكن أن تتداخل الغرسات مع النمو الطبيعي للوجه، وبالتالي يحظر استخدامها في المرضى الذين ما يزالون في طور نمو الهيكل العظمي للقحف.
استخدُمت إجراءات تحفيز انغلاق الذروة تقليديًا من أجل علاج الأسنان وأمراض اللب وعلامات وأعراض أمراض اللب. أُجريت معالجة هيدروكسيد الكالسيوم على المدى الطويل أو وضع ختم من ثلاثي الأكاسيد المعدنية (إم تي أيه) في الذروة. ومع ذلك، فإن هذه العلاجات لا تقدم فائدة تذكر أو لا تقدم من أجل تطور الجذر المستمر، تاركة جدارًا رقيقًا هشًا للأسنان. يمكن أن يزيد هذا من قابلية السن للكسر ويقلل من معدل بقاء السن.
لذلك، من المهم أن يبذل أطباء الأسنان جهدًا بكل الوسائل من أجل الاحتفاظ بالأسنان الطبيعية على أمل أن تتجاوز مرحلة النضج. يجب أخذ علاجات اللب الحيوية وغير الحيوية بالحسبان للحفاظ على الأسنان الطبيعية لأطول فترة ممكنة.